# Veľké Kršteňany
Veľké Kršteňany (Hongaars: Nagykeresnye) is een Slowaakse gemeente in de regio Trenčín, en maakt deel uit van het district Partizánske.
Veľké Kršteňany telt 628 inwoners.